# جزيرة زرت (ميدي)

تعديل مصدري - تعديل

جزيرة زرت هي إحدى جزر مديرية ميدي التابعة لمحافظة حجة.